# Kriegerdenkmal Schartau (Rochau)
Das Kriegerdenkmal Schartau ist ein denkmalgeschütztes Kriegerdenkmal in der Ortschaft Schartau der Gemeinde Rochau in Sachsen-Anhalt. Im örtlichen Denkmalverzeichnis ist das Kriegerdenkmal unter der Erfassungsnummer 094 25465 als Kleindenkmal verzeichnet.

## Gestaltung
Es handelt sich um einen Findling mit einer Plakette von Kaiser Wilhelm II. und einer Inschrift.

## Inschrift
1813–1913. Deutsch sei Euer Sinn, Deutsch Euer Handeln.

## Quelle
- Gefallenendenkmal Schartau Online, abgerufen am 19. Juni 2017.